# Манделло-дель-Ларіо
Манделло-дель-Ларіо (італ. Mandello del Lario) — муніципалітет в Італії, у регіоні Ломбардія, провінція Лекко. Тут розташована штаб-квартира та завод виробника мотоциклів Moto Guzzi.
Манделло-дель-Ларіо розташоване на відстані близько 520 км на північний захід від Рима, 55 км на північ від Мілана, 10 км на північний захід від Лекко.

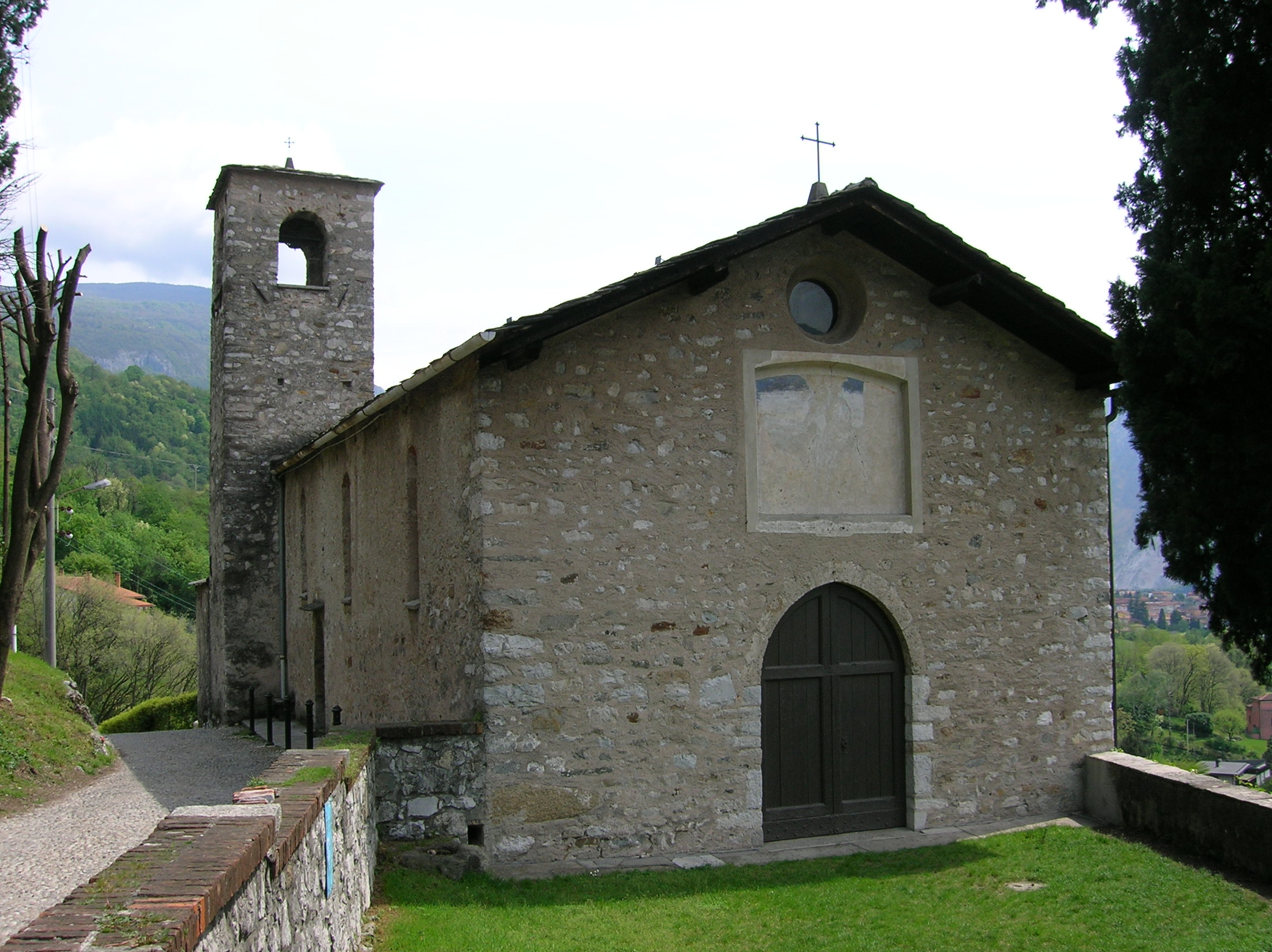

Населення — 10 421 особа (2014).
Покровитель — святий мученик Лаврентій.

## Демографія
Населення за роками:

Станом на 1 січня 2023 року в муніципалітеті офіційно проживало 526 іноземців з 67 країн, серед них 134 громадяни країн Євросоюзу та 24 громадяни України.

## Сусідні муніципалітети
- Аббадія-Ларіана
- Баллабіо
- Езіно-Ларіо
- Лекко
- Льєрна
- Олівето-Ларіо
- Пастуро
- Вальброна
- Вальмадрера